# Шишацький Андрій Володимирович
Шишацький Андрій Володимирович (нар. 21 листопада 1965, Слов'янськ, Донецька область, Українська РСР, СРСР) — український політик. Голова Донецької обласної ради з 15 квітня 2010 до 12 липня 2011 та з 3 березня до 9 квітня 2014. Управляючий партнер та співвласник агропромислової корпорації «Успіх».

## Життєпис
Народився 12 жовтня 1965 в Слов'янську.

### Освіта
Донецький національний університет (1983—1990), економіка праці, кваліфікація: економіст; Міжнародний інститут менеджменту МІМ-Київ (2006—2007), курс навчання за програмою MBA (Master of Business Administration)

### Кар'єра
Депутат Донецької обласної ради, V і VI скликання
1984—1986 — служба в лавах Радянської армії.
З серпня 1990 — планово-економічний відділ Донецького заводу великопанельного домобудування № 3 комбінату «Донецьшахтобуд», інженер І категорії, провідний інженер з організації та нормування праці.
З січня 1992 по січень 1993 — заступник начальника, начальник фінансово-збутового відділу.
З 1993 по 1996 — заступник директора з економіки, директор Донецького заводу великопанельного домобудування № 3 комбінату «Донецьшахтобуд».
З 1996 по 2003 — голова правління, директор ВАТ «Донецький завод великопанельного домобудування № 3».
2003—2008 — виконавчий директор, генеральний директор ВАТ «Харцизький трубний завод».
2008—2009 — директор Українського державного науково-дослідного інституту пластичних мас.
2009—2010 — директор ТОВ «Фармація Донбасу».
Квітень 2010 — липень 2011 — голова Донецької обласної ради V, VI скликань.
12.07.2011—01.03.2014 — голова Донецької обласної державної адміністрації.
03.03.2014—09.04.2014 — голова Донецької обласної ради.
Під час захоплення Донецької облради втік через вікно та дах, щоб уникнути примусу до голосування за сепаратні дії. Незабаром, 9 квітня 2014, добровільно подав у відставку. При цьому він заявив, що послідовно виступав і виступає за Донбас у складі єдиної незалежної України, «за повагу наших цінностей, культури, релігії, мови».

## Сімейний стан
Одружений, виховує трьох дітей.

## Нагороди
- Орден «За заслуги» III ступеня, 2007[6].